# Revue des colonies

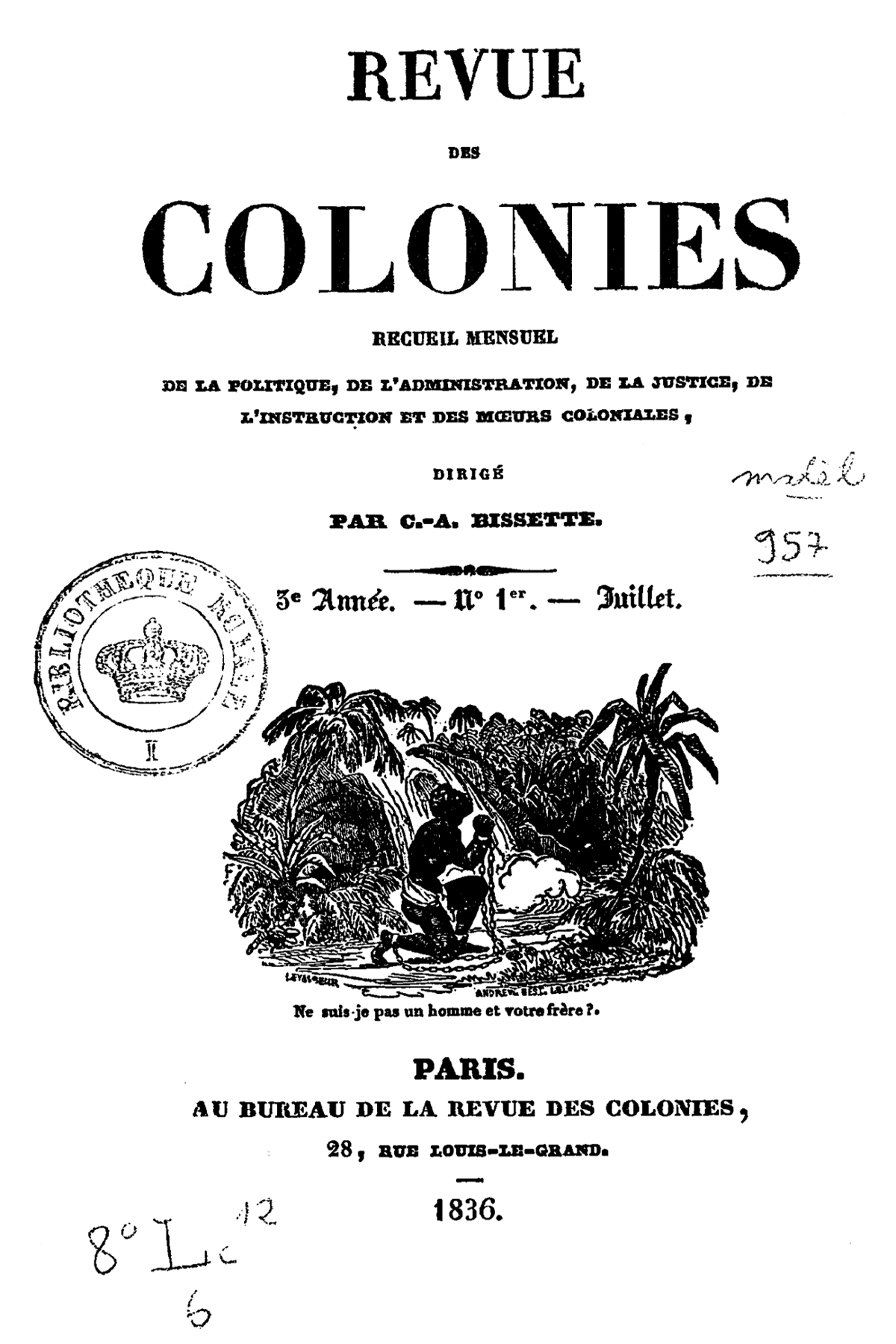
Cyrille Bissette, Revue des colonies, Une juillet 1836

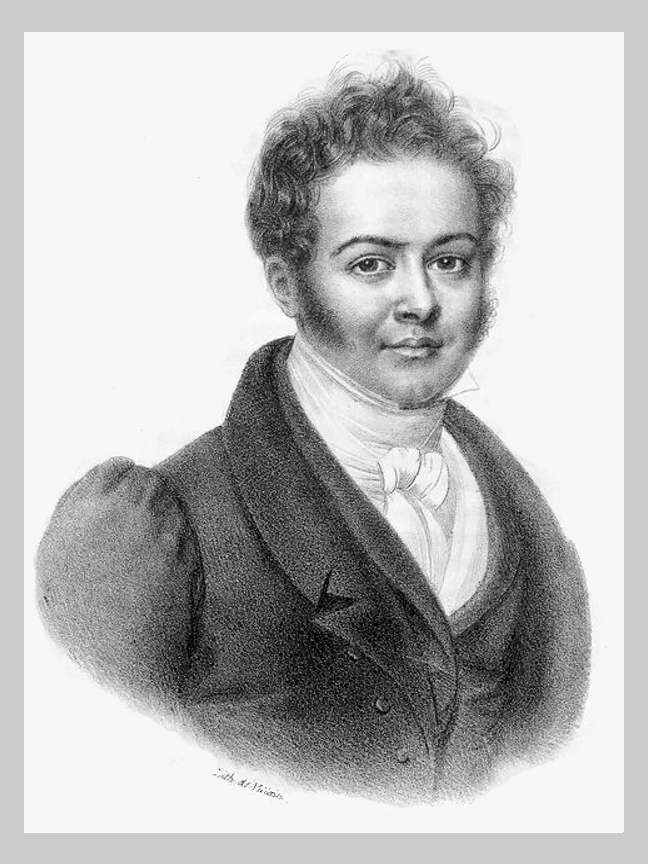
Cyrille Bissette

Die Revue des colonies (Revue der Kolonien) war eine französische Zeitschrift, die von 1834 bis 1843 in Paris erschien und die sich für die Abschaffung der Sklaverei insbesondere in den französischen Kolonien einsetzte.
Sie stand unter der Leitung von  Cyrille Bissette (1795 bis 1858), dem Politiker und Gründer der Société d’hommes de couleur.
Die monatlich erscheinen Zeitschrift gibt einen sehr vollständigen Überblick über den Zustand der französischen und ausländischen Kolonien zu dieser Zeit. Die Revue des colonies ist die erste französische abolitionistische Zeitschrift, die von Menschen schwarzer Hautfarbe geschrieben wurde, sie sollte zum Todfeind der französischen Pflanzer werden, insbesondere derer von Martinique, denen Bissette während der gesamten Julimonarchie nie verziehen hat, dass sie ihn während der Restauration mit einem glühenden Eisen gebrandmarkt und vertrieben hatten und die er regelmäßig mit Schmähungen bedachte. Die erste Ausgabe von Juli 1835 enthält den vom Autor formulierten Gesetzentwurf zur sofortigen Abschaffung der Sklaverei.